# Luca Horn
Luca Finn Horn (* 19. Dezember 1998 in Wilhelmshaven) ist ein deutscher Fußballspieler. Er ist offensiv wie defensiv variabel auf der linken Außenbahn einsetzbar.

## Karriere
Horn wurde bis zur C-Jugend in seiner Heimatstadt Wilhelmshaven beim SC Frisia ausgebildet und dann im Nachwuchsleistungszentrum von Werder Bremen aufgenommen. Bei einem Sichtungsturnier in Lastrup war der Junge Scouts des Vereins aufgefallen. Sowohl in der B- wie auch in der A-Jugend spielte der Niedersachse mit Werder in den jeweiligen Juniorenbundesligen und kam auf verschiedenen Offensiv- und Defensivpositionen zum Einsatz. 2016 erreichte Horn mit der U19 jeweils das Halbfinale des DFB-Junioren-Vereinspokals sowie der Endrunde um die Meisterschaft. In seiner letzten Saison in Bremen führte er das Team als Mannschaftskapitän aufs Feld und konnte 12 Scorerpunkte sammeln.
Nach Abschluss seiner fußballerischen Ausbildung unterschrieb Horn einen Zweijahresvertrag beim VfL Wolfsburg, bei dem er fortan in der Regionalligamannschaft spielte. Aufgrund einer Schambeinentzündung konnte der Niedersachse jedoch erst ab November 2018 erstmals für das Team aktiv werden und kam bis zum Saisonende auf sechs Einsätze über die volle Spielzeit im linken Mittelfeld. Als Nordmeister wurden erfolglos zwei Partien gegen den FC Bayern München II um den Drittligaaufstieg bestritten, bei denen Horn, dessen Vertrag bis Juni 2021 verlängert wurde, aber nicht im Kader stand. Bis zum Abbruch der Saison 2019/20 aufgrund der COVID-19-Pandemie konnte sich der Mittelfeldspieler unter Trainer Rüdiger Ziehl etablieren und verpasste lediglich ein Spiel; im Aufstiegsrennen musste man sich allerdings dem VfB Lübeck geschlagen geben. Anschließend stand er mehrmals im Kader der Bundesligamannschaft, die wieder am Spielbetrieb teilnahm, und debütierte für sie am letzten Spieltag beim 0:4 gegen Meister Bayern München. Nachdem der Flügelspieler beim Erreichen der 2. Runde des DFB-Pokals 2020/21 für elf Minuten gegen Union Fürstenwalde mitgewirkt hatte, unterschrieb er ohne weitere Aktivitäten für den Verein zum 3. Spieltag der Drittligasaison 2020/21 einen Dreijahresvertrag bei Hansa Rostock.
In Rostock trat Horn in Konkurrenz mit Damian Roßbach, Lukas Scherff sowie Manuel Farrona Pulido. Unter Hansa-Trainer Jens Härtel erfuhr er am 4. Oktober 2020 seinen ersten Einsatz in der 3. Liga, als er in der 59. Spielminute im Spiel gegen den KFC Uerdingen 05 für Maurice Litka eingewechselt wurde. Es folgten weitere sieben Einsätze im Kalenderjahr 2020, ehe er aufgrund von Adduktorenbeschwerden keine weiteren Einsätze in jener Spielzeit, in der er mit den Hanseaten in die 2. Bundesliga aufstieg, mehr erhielt. Hansa Rostock verlieh Horn für die Folgesaison 2021/22 an den in der 3. Liga verbliebenen FSV Zwickau, den zuvor die linken Außenbahnspieler Felix Drinkuth und Nils Miatke verlassen hatten. Mit den Schwänen, für die er unter Trainer Joe Enochs 23 Partien bestritt und ein Tor erzielte, erreichte er einen ungefährdeten Mittelfeldplatz. Nach Ablauf der Saison wurde bekannt, dass Horn nicht mehr zum Profiteam des FC Hansa zurückkehren wird. Stattdessen spielte er in Saison 2022/23 in der zweiten Herrenmannschaft der Rostocker in der Fußball-Oberliga Nordost, konnte mit guten Leistungen auf sich aufmerksam machen und empfahl sich somit für andere Vereine. Der SV Rödinghausen sicherte sich seine Dienste für die folgende Saison 2023/24 in der Regionalliga West.

## Erfolge
VfL Wolfsburg
- Meister der Regionalliga Nord: 2019

Hansa Rostock
- Aufstieg in die 2. Bundesliga: 2021

## Sonstiges
Während seiner Zeit in Bremen absolvierte Horn erfolgreich seine Abiturprüfungen.